# Arichanna eucosme
Arichanna eucosme är en fjärilsart som beskrevs av Eugen Wehrli 1933. Arichanna eucosme ingår i släktet Arichanna och familjen mätare. Inga underarter finns listade i Catalogue of Life.